# Добрин Рагин
Добрин Рагин е български футболист, нападател. Играл е за Локомотив (София), Славия, Кремиковци, Искър (София), Хебър, Ботев (Ихтиман), Етникос Ахнас (Кипър) и в Сърбия. Голмайстор на Б група през 2000 г. с 24 гола за Искър. Носител на купата на страната през 1995 г. с Локомотив (Сф).

## Статистика по сезони
- Локомотив (Сф) – 1991/92 – А група, 9 мача/1 гол
- Локомотив (Сф) – 1992/93 – А група, 14/2
- Локомотив (Сф) – 1993/94 – А група, 17/2
- Локомотив (Сф) – 1994/95 – А група, 19/3
- Славия – 1995/ес. - А група, 1/0
- Кремиковци – 1996/пр. - В група, 14/5
- Кремиковци – 1996/97 – В група, 29/12
- Кремиковци – 1997/98 – Б група, 27/3
- Искър – 1998/99 – В група, 30/19
- Искър – 1999/00 – Б група, 28/24
- Етникос Ахнас – 2000/01 – Първа дивизия, 15/7
- Хебър – 2001/02 – А ОФГ, 27/21
- Хебър – 2002/03 – В група, 26/8
- Хебър – 2003/ес. - В група, 17/6
- Ботев (Ихт) – 2004/пр. - В група, 16/5
- Ботев (Ихт) – 2004/05 – В група, 19/6